# Franklin Calleja
Franklin Calleja (* 1991 in Malta) ist ein maltesischer Sänger.

## Leben
Franklin Calleja wurde im Jahr 1991 in Malta geboren. Er begann schon als Kind mit dem Singen. 2012 gewann er die Castingshow Don’t Stop Me Now und tritt seitdem regelmäßig in der maltesischen Show Ħadd Għalik! auf. Ein Jahr später nahm er mit seinem Lied Let Your Heart Talk am Malta Eurovision Song Contest, der maltesischen Vorentscheidung für den Eurovision Song Contest, teil, erreichte jedoch nicht das Finale. 2014 nahm er erneut am Vorentscheid teil und erreichte mit dem Lied Still Here das Halbfinale. Das Lied wurde von Alexander Rybak geschrieben, der mit seinem Lied Fairytale den Eurovision Song Contest 2009 im russischen Moskau gewonnen hatte. Das Halbfinale fand am 21. November 2014 im Marsa Shipbuilding in Marsa statt. Er erreichte das Finale und belegte mit 26 Punkten den fünften Platz.
Neben dem Gesang ist er ebenfalls als Model und Fotograf tätig.

## Diskografie
- 2013: Let Your Heart Talk[4]
- 2014: Still Here
- 2016: Little Love